# Etambreu de arbore
Un etambreu de arbore (în engleză mast hole) este o deschidere de dimensiuni mici practicată în puntea principală a navei (velierului) prin care este introdus și fixat de chilă arborele (catargul) navei. După introducerea arborelui, etambreul este etanșat. 
Prin etambreu se înțelege și ansamblul de întărituri și pene care fixează arborele în locul unde acesta străbate puntea.